# キーウィ (競走馬)
キーウイ（英語: Kiwi、1977年10月19日 - 1995年2月2日）はニュージーランドの競走馬で、1983年にニュージーランドのウェリントンカップと、「南半球で最も権威のある」と言われるオーストラリアのメルボルンカップを勝った。この2大競走を同一年に制したのは歴史上唯一で、しかもメルボルンカップでは最後の直線だけで最後方からの劇的な追い込み勝ちを決め、「史上最高の勝利の一つ」と評されている。2018年にはニュージーランドの国営放送でテレビ映画化された。

## 概要
キーウイは1983年11月、人気薄で出走した南半球最大と言われるオーストラリアのメルボルンカップを、劇的な追い込みで優勝した。その勝利は、メルボルンカップ史上最も有名なレースの一つ、と言われている。同年の1月にはニュージーランドを代表するレースの一つ、ウェリントンカップも勝っていて、同一年にこの2レースを制したものは、キーウイただ1頭しかいない。ニュージーランドの「ふつうの農夫」にわずか1,000ドルで買われ、500,000ドル以上を稼ぎ、ニュージーランドのシンボルである「キーウイ」の名をもつ同馬は、瞬く間にニュージーランドのヒーローとなった。翌年にはメルボルンカップ連覇を目指したものの、主催者側による「疑惑の」出走取消処分を受けて物議を醸した。その後第4回ジャパンカップにニュージーランド代表として出走した。

## 血統

### 血統表
| キーウィの血統             | キーウィの血統                           | キーウィの血統                           | （血統表の出典）                         | （血統表の出典） |
| 父系                       | ロイヤルチャージャー系                   | ロイヤルチャージャー系                   | ロイヤルチャージャー系                   | [ § 2 ]          |
| 父 Blarney Kiss (USA) 1965 | 父の父Irish Lancer (USA) 1957            | Royal Charger                            | Nearco                                   | Nearco           |
| 父 Blarney Kiss (USA) 1965 | 父の父Irish Lancer (USA) 1957            | Royal Charger                            | Sun Princess                             |                  |
| 父 Blarney Kiss (USA) 1965 | 父の父Irish Lancer (USA) 1957            | Tige O'Myheart                           | Bull Lea                                 | Bull Lea         |
| 父 Blarney Kiss (USA) 1965 | 父の父Irish Lancer (USA) 1957            | Tige O'Myheart                           | Unerring                                 |                  |
| 父 Blarney Kiss (USA) 1965 | 父の母Log House (USA) 1956               | Cosmic Bomb                              | Pharamond                                | Pharamond        |
| 父 Blarney Kiss (USA) 1965 | 父の母Log House (USA) 1956               | Cosmic Bomb                              | Banish Fear                              |                  |
| 父 Blarney Kiss (USA) 1965 | 父の母Log House (USA) 1956               | Ariel Beauty                             | Ariel                                    | Ariel            |
| 父 Blarney Kiss (USA) 1965 | 父の母Log House (USA) 1956               | Ariel Beauty                             | Big Beauty                               |                  |
| 母 Malrayvis (NZ) 1963     | 母の父Messmate (GB) 1954                 | Blue Peter                               | Fairway                                  | Fairway          |
| 母 Malrayvis (NZ) 1963     | 母の父Messmate (GB) 1954                 | Blue Peter                               | Fancy Free                               |                  |
| 母 Malrayvis (NZ) 1963     | 母の父Messmate (GB) 1954                 | Run Honey                                | Hyperion                                 | Hyperion         |
| 母 Malrayvis (NZ) 1963     | 母の父Messmate (GB) 1954                 | Run Honey                                | Fancy Free                               |                  |
| 母 Malrayvis (NZ) 1963     | 母の母Grande Vitesse (NZ) 1952           | Beau Repaire                             | Beau Pere                                | Beau Pere        |
| 母 Malrayvis (NZ) 1963     | 母の母Grande Vitesse (NZ) 1952           | Beau Repaire                             | Modiste                                  |                  |
| 母 Malrayvis (NZ) 1963     | 母の母Grande Vitesse (NZ) 1952           | Satisfied                                | Siegfried                                | Siegfried        |
| 母 Malrayvis (NZ) 1963     | 母の母Grande Vitesse (NZ) 1952           | Satisfied                                | Satisfy                                  |                  |
| 母系(F-No.)                | (FN:2-b)                                 | (FN:2-b)                                 | (FN:2-b)                                 |                  |
| 5代内の近親交配            | Phalaris 5x5, Selene 5x5, Son-in-Law 5x5 | Phalaris 5x5, Selene 5x5, Son-in-Law 5x5 | Phalaris 5x5, Selene 5x5, Son-in-Law 5x5 |                  |
| 出典                       | 1. 2.                                    | 1. 2.                                    | 1. 2.                                    | 1. 2.            |

### 父系
ニュージーランドでは、ロイヤルチャージャー（Royal Charger）の直仔、イギリス産のコペンハーゲンⅡ（CopenhagenⅡ）が輸入され、1967/68、1969/70、1974/75、1975/76シーズンの4度、ニュージーランドの種牡馬チャンピオンになった。
本馬の父の父アイリッシュランサー（Irish Lancer）もロイヤルチャージャーの直仔で、2歳時（1959年）にサラトガスペシャル（Saratoga Special S）に勝っている。アイリッシュランサーの全姉のイドゥン（Idun）は全米3歳牝馬チャンピオンである。
父馬のブラーニーキス（Blarney Kiss）はアメリカ産で、北米で36戦11勝をあげ、8万0,161米ドルを稼いだ。主な勝鞍に1968年のミシガンダービー（Michigan Derby、8.5ハロン≒1710メートル）、フェアモントダービー（Fairmont Derby、8.5ハロン）、ミシガンダービートライアルハンデ（Michigan Derby Trial H、8.0ハロン≒1609メートル）がある。
父ブラーニーキスは、1971年にアメリカで種牡馬になり、その初年度産駒が2歳になる1974年にニュージーランドに輸出された（前述の通り、この時点のニュージーランドではコペンハーゲンが2回、種牡馬チャンピオンになっている。）。ニュージーランド北島のワイカト州ケンブリッジで繋養され、1976年の種付料は800NZドルだった。ブラーニーキスがニュージーランドで初供用されてできた最初の世代の産駒は1975/76シーズン生まれで、キーウィの母が1976/77シーズンに種付けされた時点では、まだ産駒はニュージーランドで走っていなかった。

### 母系
母系は2号族のSquirrel Mare分枝（2-b）に属する。Mother Neashamの仔で1871年生まれのHammockが、ニュージーランドに輸入されて一族の祖となった。この系統からは、1909年のCJCダービー優勝馬Elysianや、1963年のCJCダービー馬Royal Dutyが出ていた。

## 生産者
生産者はブライアン・フィッシャー（Brian Fischer）である。生産地は、ニュージーランド北島、オークランドよりさらに北に位置するダーガヴィル（Dargaville）から、北に8キロメートルほどいったパロール（Parore）という地区。

## 馬主・調教師
馬主名義はE.S.ラプトン夫妻（Mr & Mrs ES Lupton）。夫スノーは調教師も兼ねていた。勝負服は「ロイヤルブルーの地に、白の十字たすき、袖に赤一本輪、帽子は水色」（Royal Blue, white crossed sashes, red armbands, light blue cap）。夫妻は、ニュージーランドの北島のワンガヌイ市の北西、タラナキ地方の南西部に位置するウェイヴァリー町に農場を構えていた。
夫は本名をユーイン・スネドン・ラプトン（Ewen Sneddon Lupton）。妻はアン・ラプトン（Anne Lupton）。妻の話によると、夫は若い時分から「ユーイン・スノー・ラプトン」（Ewen“Snow”Lupton）と通称されていたといい、おそらく「スノー」（スノウ）は髪の色がブロンドであることに由来するのではないかという。名前の表記は「ユーイン・ラプトン」（Ewen Lupton）、「ユーイン（スノウ）・ラプトン」、「ユーイン・スノー・ラプトン」（Ewen Snow Lupton）のほか、「スノー・ラプトン」（Snow Lupton）、「スノーウィ・ラプトン」（Snowy Lupton）など。
ラプトン家は、ニュージーランドで100年以上馬産に携わってきた。スノーの祖父、アイザック・ラプトン（Isaac Lupton）は、19世紀なかばのマオリ戦争（Māori Wars、ニュージーランドの歴史#マオリ戦争参照）での勲功により、北島ウェリントンから北へ200キロメートルほどに位置するワンガヌイに土地を与えられ、農場を拓いた。これがラプトン家の馬産の始まりである。スノーも、家の伝統から競馬と馬産への影響を受けたという。夫妻はそれまでにも競走馬を所有しており、平地競走や障害競走で走らせていた。
アンはブラーニーキス産駒の1歳馬を探して、あちこちの若駒のセリ市をまわっていた。というのも、前にもブラーニーキス産駒を持ったことがあって、素質があって期待をかけていたのだが、球節を骨折してしまったのだった。「ぜったい栗毛」が条件だった。そのうち、北島ワイカト地方のハミルトン市での馬のセリ市のカタログの中に、1歳馬のキーウイを見つけた。ブラーニーキス産駒で、しかも、好みの栗毛馬だった。アンは「そのとき、カタログにマルをつけて、絶対買おうと思ったの」と決めたという。
アンはそれまで馬のセリ市で入札したことはなく、生まれて初めて、勇気を振り絞り、馬の競りに参加した。事前に夫に相談したときは、夫は懐疑的で、もし馬体に欠点があれば、金額は出しても上限は100ドルまでと言われていたという。競りは、3桁を超えないぐらいで入札がゆっくりになり、アンが1,000ドルをつけると、それで落札が決まった。のちのちキーウイが55万ドル稼いだことを考えると、これはたいへんに割安な買い物だった。当時の新聞には、「アンが、夫から預けられていた家計費をキーウイの購入費に使ってしまった」と伝えるものがあったのだが、夫スノーが亡くなったあと2004年に語ったことによると、この報道は間違いで、購入費の出どころはアン自身の財布だったという。
アンはこの馬に「キーウイ」（Kiwi）と名前をつけようとした。ちょうどその頃、アイルランドから知人が訪問してきて、そのあだ名が「キーウイ」だったことからひらめいたのだという。はじめ、夫のスノーは反対した。ニュージーランドの国鳥である（鳥の）キーウイは動きが緩慢で、競走馬の名前にはふさわしくないというのがその理由だった。しかしアンは頑として譲らなかったという。だがこのときふたりとも、この馬がのちに「ニュージーランドの象徴」になるなどとは夢にも思っていなかった。

## 戦績
- 通算60戦13勝[19]
- 獲得賞金（Prizemoney）NZ$ 549,839.00[19]

※南半球に位置するニュージーランド・オーストラリアは、北半球とは季節が逆転しており、12月から2月にかけてが「夏」になる。このため競馬は真冬に相当する8月1日を境に暦が変わり、たとえば1981年8月1日から1982年7月31日までを「1981/82シーズン」と表現する。馬齢も8月1日に1歳加算される。

### デビュー前
ウェイヴァリーにあるラプトン家の農場には羊や牛がいて、スノーはキーウイに乗って羊を追う（round up sheep）のが日課だった。これはキーウイの調教の一環でもあった。そうこうしているうちに、スノーはキーウイに長距離馬（ステイヤー）としての資質を見出したという。

### 1982/83シーズン（5歳時）
1982年8月1日に1歳加算して5歳になったキーウイは、このシーズン開始から3連勝をあげた。ニュージーランド二大カップ戦の一角、ウェリントンカップでは、勝利目前の大本命*モリタの内から伸びてハナ差の勝利をあげた。

#### 春、シーズン始めの連勝
1982/83シーズン、キーウイはトップハンデを課された8月27日の見習騎手ハンデキャップ（Apprentice' Handicap）を取り消したあと、ホークスベイ競馬場、マヌワツ競馬場、ウェイヴァリー競馬場で、このシーズン始まってから土つかずで3連勝をあげた。10月13日のウェイヴァリー競馬場のウェイヴァリーカップ（2175メートル、総賞金1万ニュージーランドドル）では、残り200メートルで先頭に立つと、後続を楽に3馬身突き放した。翌日の「The Press」紙の記事「Easy win for Kiwi at Waverley」（「キーウイがウェイヴァリーカップを楽勝」）では、キャシディ騎手がそこで手綱を緩めなければ、もっと差が広がっただろうと伝えられている。
すでにトップジョッキーとして活躍中のキャシディ騎手は、このあとオーストラリアへ遠征してメルボルンカップでNearco Kingという馬に騎乗することが決まっていて、次走ワイカトカップ（Waikato Cup）では乗り代わる予定だった。ところがNearco Kingが故障してメルボルンカップ出走がキャンセルになり、引き続きキーウイに乗ることになった。（ただし結局キーウイはワイカトカップには出走しなかった。）

#### 夏、ウェリントンカップの前哨戦
この頃、キーウイは1983年元旦に行われるオークランドカップ（3200メートル、総賞金16万ニュージーランドドル）に登録を済ませた。二次登録まで行ったものの、結局オークランドカップは見送って、同日のオタキ競馬場のワイララパチャレンジカップ（Wairarapa Challenge Cup）に出た。この競走ではピーク（Peak）という馬が本命視されていて、キーウイは近走の成績が冴えないながらも、ピークを脅かしうる存在とみられていた。勝ったのはピークで、キーウイは4着に終わった。続くPaihiatua Cupに際しては「前走は出走間隔が6週間とひらいていた割には好走、今回は馬体が絞れてきた」と評されている。結果は3着だった。

#### ウェリントンカップ優勝
ラプトンは、キーウイが4歳の夏を迎えた1983年1月（1982/83シーズン）、オークランドカップと並ぶニュージーランド二大カップ戦の一角、ウェリントンカップに登録した。この競走はウェリントンにあるトレンサム競馬場の3200メートルで争われ、総賞金は11万ニュージーランドドルだった。
直前の下馬評では、前年のニュージーランドオークス優勝馬の*モリタ（Maurita）が、最有力の一頭（one of top chances）（one of big hope）とされ、人気を集めていた。*モリタは、近走の戦績が安定、直前のオークランドカップで2着に入り、トレンサム競馬場では2戦2勝と実績もあり、ハンデも51.5キログラム、と材料が揃っていた。*モリタの生産者・馬主、Levin在住のオマレー氏（Mr.O'Malley）は、すでにオークランドカップ優勝歴（1968年Loofah）があり、「状態が万全ならば勝てる」と自信をみせていた。
オークランドカップで4着だったフォンセテス（Von Cettes）は、瞬発力は見劣るもののスタミナは豊富として、人気を集めて2番人気になっていた。オークランドカップ3着のデイジー（Daisy）は、トップハンデの55.0キログラムを背負い、他馬との斤量差の克服が課題とされた。バウンドトゥオナー（Bound to Honour）はオークランドカップ5着馬で、最後の決め脚に欠くものの有力馬の一角とされた。サーテン（Sirtain）は、オークランドカップは凡走したものの、同距離（3200メートル）のニュージーランドカップを楽勝していた。
キーウイは「体型からは長距離向きと思われる」（shaped like promising stayer）と評され、他の多くの出走馬とともに「資格はある」（have very real claims）とされていた。
出走馬の顔ぶれを眺めると、めぼしい逃げ馬がいないため、かえってペースは速くなりそうだというのが大方の予想だった。そしてその予想通りになった。序盤はサーテン（Sirtain）が先頭に立って後続を少し離したが、はやくも向正面ではデイジーが追いついて先頭が入れ替わった。3/4馬身うしろにラマ（Rama）がいて、その直後にサーテンがつけた。次の集団には、*モリタやバウンドトゥオナーらがいた。*モリタはインコースの3番手あたりにつけており、「The Press」紙の解説員J.J.ボイルによれば「完璧な位置取り」だった。キーウイは最後方だった。
隊列はいったん落ち着いたものの、最終コーナーから直線にはいるあたりで、先頭をいくデイジーの内からサーテン、外から*モリタが襲いかかった。デイジーはしばらく抵抗したが、残り200メートルのあたりで、外の*モリタがデイジーを競り落として力強く先頭に立ち（struck the front going strongly）、1馬身のリードをとった。観客は、本命馬の勝利と久しぶりの牝馬の優勝とを目前にし、沸き上がった。
その頃、最後方で脚をためていたキーウイとキャシディ騎手は、内から馬群に突っ込んでいた。キャシディ騎手は「残り600のところで、僕らの前方には全馬がいて、僕らにはやるべきことがたくさんあった。だけど、キーウイはとても強いと思っていたし、ふつうの運があれば、やれるという自信はあった。ゴールを目指すだけだった。」と述懐する。キーウイの前は壁になっていた。「もし、キーウイが進路を求めてうろちょろするようだと、僕らには勝ちの目はなかった。辛抱どころさ。前が開くのを待っていたんだ。そしたら、ドンピシャのタイミングで隙間があいたんだ。」。
ゴールまであとわずか、誰もが*モリタの優勝を確信したところで、突如、意表をついて（cloud-dropping）、内の狭いところからキーウイが突っ込んできた。そして残り2、3完歩で*モリタに並んだところが決勝線だった。ハナ差で内のキーウイが*モリタを捉えていた。4着のデイジーまで2馬身以内の接戦だった。
40年以上の馬主歴をもつ当時62歳のスノー・ラプトンは、所有馬をウェリントンカップに出すのは3頭目だった。優勝後のインタビューで、スノーは「今でも農場のしごとのあいだずっとキーウイに乗ってるよ」、「ぜんぶ妻のおかげ」（My Wife made all this possible）とコメントを残した。評論家のJ.J.ボイルは、1世紀の馬産の歴史をもつラプトン家の「サーガに煌々とした一章が刻まれた」（a brilliant chapter to the family saga）と評した。前日が20歳の誕生日だったキャシディ騎手は、ウェリントンカップ挑戦は5回目で、前年は2着、今回が初優勝だった。

#### カップウィナーとなった後
このあとキーウイは1月29日に馬齢重量戦（WFA）のトレンサムステークス（2400メートル）に出走したものの、デビュー以来最も重い59.0キログラムを背負って、6着に終わった。
3月5日のUDC Finance Handicap（2200メートル）では、キーウイはウェリントンカップの勝利により、トップハンデの56.5キログラムを課された。前走で重量を経験し、今回はこなせるのではないかとの展望だった。人気になったのはアメリカ（America）という牝馬で、中距離のスピードに優れ、前年度のマナワツサラブレッドブリーダーズステークス（Manawatu Throughbred Breeder's Stakes）の勝馬である。ハンデはキーウイより3.5キログラム軽かった。スタイリッシュデュード（Stylish Dude）は以前にアメリカを負かしていたとはいえ、今回は当時より斤量差が1.5キログラム縮まった。しかし勝ったのはエルマー（Elmar）という単勝30倍を超える人気薄の馬で、キーウイは11着、アメリカは17着に沈み、連勝式は154.9倍の波乱となった。馬主兼調教師のラプトンはのちに、この2連敗の頃、キーウイは麦角中毒で体調を崩していたと明かした。
このあとアワプニゴールドカップ（BBA Awapuni Gold Cup、総賞金NZ$20,500、2000m、WFA）の登録もあったが、レース直前に取消して回避した。
結局、この1982/83シーズンのキーウイは10戦4勝、獲得賞金は81,270ニュージーランドドルで国内5位となった。

### 1983/84シーズン（6歳時）

#### オセアニアにおけるメルボルンカップ

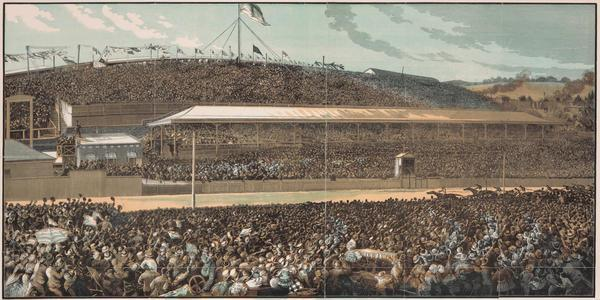
1881年のメルボルンカップを描いた絵

オーストラリア南東部のビクトリア州・メルボルンでは、毎年11月の第1火曜日にフレミントン競馬場でメルボルンカップが行われる。この日はメルボルンカップのためにビクトリア州と首都キャンベラ周辺は祝日になっているほか、国内の他の州でも半休日になるなど、「国家活動が止まる」とか「ニュージーランドとオーストラリアの2カ国が停止する日」などと言われる。11月の第1火曜日がメルボルンカップデーだというのは「世界的に有名」で「南半球で最も権威のあるレース」とか、「世界最大」ともいう。
この1983/84シーズンのメルボルンカップには、各地から8頭の3200メートルの「カップ戦」の勝者が集うことになった。1981年のメルボルンカップの覇者ジャストアダッシュ（Just a Dash）、シドニーカップのヴェロソ（Veloso）、アデレードカップとブリスベンカップのアマラント（Amarant）、パースカップのビアンコレイディ（Bianco Lady）、シドニーのステイヤーカップのハヤイ（Hayai）、ニュージーランドからはオークランドカップのファウンテンコートとウェリントンカップのキーウイ、それにドイツからの遠征馬でマハトフォーゲル（ドイツ・バーデンバーデン競馬場のウニオンクラブポカル（Union-Club-Pokal、3200メートル、現在のKaba Badener Steher-Cup））である。

#### カップ前
オセアニアでの競馬の新年度（1983/84シーズン）開始に際し、ヴィクトリアレーシングクラブ(VRC)から、メルボルンカップへ向けてのハンデが発表された。VRCのハンディキャッパー、ジム・ボウラー（Jim Bowler）が発表したハンデは、前年にメルボルンカップとコーフィールドカップの二冠を制したガンナーレーン（Gurner's Lane）は60キログラム、ニュージーランドのトップステイヤー、プリンスマジェスティック（Prince Majestic）には58.0キログラムとなった。キーウイは52.0キログラムだった。ニュージーランド国内の調教師たちの大方の見方としては、ウェリントンカップはハナ差での勝利だったとはいえ、キーウイはいささか過小評価されている、というものだった。一方、オーストラリア出身で、ニュージーランドの調教師ケン・クロップ（Ken Cropp）は、アタマス（Athamas）という馬でオーストラリア遠征を計画しており、その見通しについて、今年のオークランドカップ勝馬のファウンテンコート（Fountaincourt）は難敵だが、ウェリントンカップ勝馬のキーウイには直接対決で今のところ4勝している、と述べた。
10月の二次登録では、ガンナーレーンやプリンスマジェスティックの名は消え、57キログラムのジャストアダッシュ（Just A Dush）がトップハンデとなった。

#### シーズン序盤
このシーズンの初出走は、8月20日フォックストン（Foxton）のスティーブンスブレムナーハンデ（Stevens Bremner Handicap、2000メートル）となり、「メルボルンカップへ向けてトップステイヤーが始動」と報じられた。この一戦には、メルボルンカップを目指すデイジーも登録してきた。デイジーはトップハンデの59キログラムを課され、「3月以来の出走で馬体増」との前評判だった。キーウイのハンデは58キログラムだった。
キーウイの主戦を務めてきたジム・キャシディ騎手はこのときシンガポールへ遠征中のため、代わりにノエル・ハリス騎手が騎乗した。ラプトンによると、キーウイに初騎乗となるハリス騎手は、この時キーウイの性格をよくわかっていなかったのだという。キーウイはいつものように後方からいったのだが、ハリス騎手が勝負どころと思ってキーウイにスパートの指示を出したものの、押しても叩いてもキーウイはまったく動かなかった。ラプトン調教師は「キーウイ自身がその気になるまで辛抱強く待たなきゃダメなのさ」という。結局このときキーウイは5着に終わった。戻ってきたハリス騎手はフラフラになっていたという。
2週間後、9月3日のHiggie Handicap（2000メートル）では、再びハリス騎手が乗り、こんどは1着になった。このときのキーウイには、トップハンデのデイジー（57キログラム）に次ぐ、56キログラムのハンデが課されていた。
さらに2週間後の9月17日には、Trailways Handicap（2000メートル）に出走、ハンデは前走より軽い55.5キログラムになったものの、前走の勝ち馬トレディシ（redici）と同斤量で、デイジー（56.0キログラム）との差も0.5キログラム縮まった。前走はよく走った（most impressive）と評されたものの、3着に終わった。

#### 近づくメルボルンカップ
11月1日のメルボルンカップまで1ヶ月を切った頃、キーウイは10月8日のマスタートンカップ（Masterton Cup、2200メートル）に出走した。ニュージーランドの二大カップ戦の一角、オークランドカップの優勝馬ファウンテンコート（Fountaincourt）との直接対決になった。ここではファウンテンコートが後続に4馬身差をつけて勝った。キーウイは5着までだった。ファウンテンコートは前シーズンの遠征でクイーンエリザベスステークスを勝つなどオーストラリアでの実績もあり、メルボルンカップ本番の2番人気に浮上した。
キーウイは翌週のワトキンスハンデキャップ（Watkins Handicap）にも登録があった。雨の影響で当日までに馬場が悪化、新聞予想では「ウェリントンカップを勝ったときは堅い馬場だったけども、前シーズン初頭に2連勝したときは、降雨で柔らかい馬場だった」と指摘があり、直前まで本命視されていた。しかし結局、雨で悪化した馬場を嫌って直前に出走を取り消した。
10月19日のエグモントC（2100メートル、総賞金5000NZドル）は、メルボルンカップを目指すキーウイにとって最後の前哨戦になった。残り500メートル地点では、まだ8馬身差をつけられていた。前々走と前走では期待を裏切る走りをしていたキーウイだったが、ジム・キャシディ騎手の合図によって、大きくストライドを伸ばし、およそ1馬身半差をつけて勝利した。キーウイはメルボルンカップの前売り人気で2番手となる10対1（11.0倍）の倍率がつけられた。
一週間後の10月26日、先にメルボルンへ乗り込んだファウンテンコートは、トップハンデの58キログラムを背負ってのWeribee Cup（2600メートル）をタイレコードタイムで快勝、メルボルンカップへ向けて好調をアピールした。これを受けオーストラリアの新聞はファウンテンコートを「正真正銘のステイヤー」（died-in-the-wool stayer）と評し、地元のブックメーカーはファウンテンコートの前売り馬券の倍率を、14対1（15.0倍）から10対1（11.0倍）に引き下げ、キーウイらと同率2番手とした。
メルボルンカップ本番の4日前、10月28日の三次登録の時点では36頭が出走登録をしていたが、750ドルを収める29日夕方の最終登録で、登録馬は21頭に絞り込まれた。ふつうメルボルンカップでは、出走馬の多くは本番の数日前の前哨戦に出走するのが当たり前で、なかでも10月29日のマッキノンステークスでは、「メルボルンカップ出走予定の21頭のうち15頭がマッキノンステークスに出走しない」ことが「ちょっとめずらしい」（a little unusual）としてニュースになるほどだった。そのマッキノンステークスをヴェロソ（Veloso）が勝ち、有力馬の一角だったChiamareが敗れたことで、10月30日時点ではヴェロソとハヤイ（Hayai）の2頭が6対1（7.0倍）の本命となった。このほか、Allez Bijouは前哨戦の発走時にゲートに頭をぶつけて裂傷を負い、Al Dwainは跛行が認められ、いずれも裁決委員からメルボルンカップの出走取消を命じられた。

#### 渡豪、モーニントンでの日々
キーウイは10月26日にオーストラリア入りした。
当初は27日の便で移動するはずだったのだが、予定していた便の欠航が決まり、急遽渡豪を早めることになった。そうしなければ11月1日の本番に間に合わず、出走を取り消すほかなくなっていたのだという。
馬主兼調教師のラプトンによると、10月25日の昼頃、27日の便の欠航の連絡が入ったといい、本番に間に合わせるためには26日の朝6時30分にオークランドを発つ便に乗らなければいけなくなった。農場のあるワンガヌイからオークランドの空港までは8時間かかるため、大慌てて支度を整えたという。
キーウイはメルボルンカップの有力馬の一頭だったので、急報をききつけてオーストラリアの報道陣が大挙して空港に押し寄せた。しかし空港側は保安上の問題があるとして、キーウイ陣営への接触を認めなかった。
14時間かけてオーストラリアに着いたラプトンとキーウイは、メルボルンカップの会場であるフレミントン競馬場ではなく、そこから50キロメートルほど南に離れた、「僻地」モーニントン（Mornington）のサンダスター厩舎（Sandastre Lodge）に直行した。国民的な注目の集まるメルボルンカップで、有力馬の一頭であるキーウイが、人目を避けるようにフレミントン競馬場から遠く離れた場所に着陣したことについて、オーストラリア国内では様々な憶測を呼ぶことになった。
ふつう、メルボルンカップ出走馬は早めに現地入りし、「今日はブリンカーを試した」「今日はシャドーロールをつけた」などと、調教の様子の一挙一動が報道され、人々の関心事になる。遠征馬は本番の前にオーストラリア国内の前哨戦に出て様子を見るのが通例であり、これまでのメルボルンカップの歴史で、遠征馬が現地の前哨戦を使わずにいきなりメルボルンカップに出て勝った例は一頭もいなかった。そのうえ、ウェリントンカップやオークランドカップの優勝馬がメルボルンカップを勝ったこともなかった。オーストラリアの人々もメルボルンの競馬記者も、メルボルンカップの馬券を買う前に、ニュージーランドからの遠征馬の実力を知りたがり、モーニントンで何をしているのか情報を求め、情報がないことに腹を立てたりした。オーストラリア人からすると、ラプトンとキーウイのやり方は風変わりで前代未聞だった。これを批判する者もあらわれ、なかには、偉大なメルボルンカップに対する「不敬、冒涜」だという者まで出た。シドニーの記者のなかには「前代未聞」と書いたり、馬主兼調教師のラプトンを「年金受給者」（※ラプトンはこのとき63歳だった）と書く者もいた。一方、ラプトンに取材をした者は、ラプトン家が100年の歴史を持つ競馬一家だとしたうえで、「（ステイヤーの産地として名高いニュージランドでは）彼らのやり方には、ステイヤーを調教するのにきちんとしたわけがあると考えておいた方がいい」と伝えた。
ラプトンは、メディアの取材攻勢があることをあらかじめわかったうえで、あえて僻地モーニントンに行ったのだという。そして、きちんとモーニントンまで取材に出向いた記者に対しては、歓迎し、丁寧に対応した。実際に取材した『ザ・キャンベラ・タイムズ』のジョン・ハウリガン記者（John Hourigan）は、現地に赴くと「ウェルカムマットが出してあった」といい、デッキチェアに腰掛けてくつろぐスノーとアンの夫妻に取材をしているあいだ、その傍らでリラックスして居眠りをするキーウイがいた、と報じた。
ラプトンが求めたのは、喧騒を避けて、キーウイをいつも通りの環境におきリラックスさせることだったという。メルボルンカップを控えた出走馬としては、これはオーストラリアの人々には奇異なことに写った。
モーニントンでは、11月1日（火）の本番まで、キーウイはいつもと同じように牧草地や放牧場で牛やヒツジを追いながら、毎日5000メートル以上を走った。これはニュージーランドにいるときの日課と一緒だった。さらに10月29日（土）には1600メートルの追い切りを行い、600メートルのスプリント調教を課した。前哨戦を使わないのも、ラプトンの考えで「レース間隔は適切にあけるべき」ということだった。オーストラリア未経験についても、キーウイはニュージーランド各地の転戦を経験しており、これまでも初めて走る競馬場で勝鞍をあげている、とのことだった。調教タイムは標準的な競走馬よりも3秒も遅かったが、「キーウイは稽古駆けするタイプじゃないし、私は今朝の調教に満足しているよ」と語った。
10月29日の夜、ジム・キャシディ騎手がメルボルンに到着、ラプトンはわざわざ来なくてもいい、と伝えたが、キャシディ騎手は1時間半かけてモーニントンまでやってきて、自ら調教にまたがった。キャシディ騎手はまだメルボルンカップに勝ったことはなく、前年は10着だった。30日の午後には、ラプトンとキャシディ騎手でフレミントン競馬場の下見をした。

#### メルボルンカップ当日
メルボルンカップの各紙予想は次のようになった。
| 各紙の推奨馬（◎→○→▲）                 |      |         |               |          |             |                |
| 新聞紙名                              | Kiwi | Mr Jazz | Fountaincourt | Chiamare | Nostradamus | その他         |
| The Australian(AUS)                   |      | ◎       | ○             | ▲        |             |                |
| Melbourne Age(AUS)                    |      |         | ▲             |          | ◎           | ○Chagemar      |
| Melbourne Herald(AUS)                 | ◎    | ▲       |               | ○        |             |                |
| Melbourne Sun(AUS)                    |      | ○       |               |          | ▲           | ◎Noble Heights |
| Sydney Sun(AUS)                       |      |         | ◎             | ▲        |             | ○Noble Comment |
| The Dominion(NZ)                      | ○    | ▲       | ◎             |          |             |                |
| New Zealand Herald(NZ)                | ◎    | ○       |               | ▲        |             |                |
| The Press(NZ)                         | ◎    | ○       | ▲             |          |             |                |
| ※1983年11月1日The Press紙によるまとめ |      |         |               |          |             |                |

### 戦績表
による。
| 年度  | 西暦            | 月              | 日              | 競馬場          | レース                | 格       | 総賞金 (NZD) | 距離     | 場       | 頭       | 騎手             | Wgt         | 着順        | 獲得 賞金   | time        | 勝馬-着差/(着差-2着)    |
| 80/81 | 1980            | 12              | 23              | Wang            | MDN                   |          | 0.001,100    | 1320     | soft     | 16       | D.D.Moseley      | 54.0        | 02          | 000.220     |             | Tamisar - 2             |
|       | 1981            | 01              | 01              | Strt            | MDN                   |          | 0.001,300    | 1200     | good     | 16       | D.D.Moseley      | 55.0        | 01          | 000.900     | 1:12.6      | 1 1/2 - Theresa's Pal   |
|       |                 | 01              | 24              | Well            | CS                    |          | 0.003,200    | 1400     | good     | 08       | D.D.Moseley      | 54.5        | 06          | 000.000     |             | Tohar                   |
|       |                 | 02              | 07              | Wang            | 1-2 wins              |          | 0.002,200    | 1320     | soft     | 13       | D.D.Moseley      | 50.5        | 03          | 000.220     |             | Miss Carioca            |
| 小計  | 1980/81シーズン | 1980/81シーズン | 1980/81シーズン | 1980/81シーズン | 3歳時                 | 3歳時    | 04戦01勝     | 04戦01勝 | 獲得賞金 | 獲得賞金 | NZ$ 001,340      | NZ$ 001,340 | NZ$ 001,340 | NZ$ 001,340 | NZ$ 001,340 | NZ$ 001,340             |
| 81/82 |                 | 08              | 14              | Tara            | 1-2 wins              |          | 0.001,830    | 1200     | soft     | 14       | J.A.Cassidy      | 53.5        | 02          | 000.390     |             | Labelled Urgent - 1 3/4 |
|       |                 | 08              | 28              | Wang            | 1 wins                |          | 0.002,000    | 1320     | soft     | 16       | J.A.Cassidy      | 54.5        | 02          | 000.400     |             | Redsidia - 3/4          |
|       |                 | 10              | 3               | Egmn            | 1 wins                |          | 0.002,200    | 1600     | good     | 14       | J.A.Cassidy      | 55.5        | 01          | 001,430     | 1:41.4      | クビ - Skyward          |
|       |                 | 10              | 14              | Wave            | 1-3 wins              |          | 0.002,100    | 1400     | good     | 11       | J.A.Cassidy      | 55.0        | 03          | 000.210     |             | Pro Royale              |
|       |                 | 11              | 21              | Wang            | 1-2 wins              |          | 0.002,500    | 1600     | good     | 15       | J.A.Cassidy      | 55.0        | 05          | 000.000     |             | Papabois                |
|       | 1982            | 04              | 07              | Wave            | C4                    |          | 0.002,650    | 2175     | soft     | 16       | J.A.Cassidy      | 56.5        | 04          | 000.125     |             | Nukumai                 |
|       |                 | 04              | 21              | Otak            | C3                    |          | 0.002,700    | 2000     | good     | 13       | J.A.Cassidy      | 52.0        | 05          | 000.000     |             | Dollar Vision           |
|       |                 | 04              | 30              | Wodv            | First Kumeroa H       |          | 0.001,900    | 2000     |          |          |                  | 52.5        | 出走取消    | 出走取消    | 出走取消    | 出走取消                |
|       |                 | 05              | 01              | Well            | Otari H               |          | 0.004,600    | 2000     | heavy    | 16       | D.J.Withington   | 50.0        | 03          | 000.460     |             | Passion's Pride         |
|       |                 | 05              | 12              | Mtu             | Farewell H            |          | 0.002,200    | 2200     | soft     | 17       | J.A.Cassidy      | 54.5        | 01          | 001,430     | 2:21.2      | クビ - Noble Star       |
|       |                 | 05              | 14              | Foxt            | Oroua Downs H         |          | 0.002,800    | 2200     |          |          |                  | 53.5        | 出走取消    | 出走取消    | 出走取消    | 出走取消                |
|       |                 | 05              | 26              | Egmn            | Penfolds H            |          | 0.003,000    | 2100     | heavy    | 13       | J.A.Cassidy      | 52.5        | 02          | 000.600     |             | All Sevens              |
| 小計  | 1981/82シーズン | 1981/82シーズン | 1981/82シーズン | 1981/82シーズン | 4歳時                 | 4歳時    | 10戦02勝     | 10戦02勝 | 獲得賞金 | 獲得賞金 | NZ$ 005,045      | NZ$ 005,045 | NZ$ 005,045 | NZ$ 005,045 | NZ$ 005,045 | NZ$ 005,045             |
| 82/83 |                 | 08              | 27              | Wang            | 見習騎手H             |          | 0.002,600    | 2000     |          |          |                  | 57.0        | 出走取消    | 出走取消    | 出走取消    | 出走取消                |
|       |                 | 09              | 15              | Hawk            | Glenaray H            |          | 0.002,600    | 2000     | soft     | 12       | J.A.Cassidy      | 55.0        | 01          | 001,690     | 2:07.56     | 1/2 - Adriano           |
|       |                 | 10              | 06              | Mtu             | C3                    |          | 0.003,100    | 2200     | soft     | 14       | J.A.Cassidy      | 57.5        | 01          | 002,000     | 2:22.9      | 1/2 - Tomatin Purple    |
|       |                 | 10              | 13              | Wave            | ウェイヴァリーC       |          | 0.010,200    | 2175     | good     | 10       | J.A.Cassidy      | 54.0        | 01          | 006,700     | 2:17.4      | 3 - Princess Dan        |
|       |                 | 10              | 30              | Mtu             | Rangitikei H          |          | 0.008,250    | 2200     | soft     | 14       | J.A.Cassidy      | 55.5        | 09          | 000.000     |             | Tredici                 |
|       |                 | 11              | 13              | Wodv            | Woodville C           |          | 0.008,275    | 2000     | soft     | 14       | J.W.Walker       | 55.0        | 12          | 000.000     |             | Athamas                 |
|       | 1983            | 01              | 01              | Wair            | Wairarapa Challenge C |          | 0.008,500    | 2200     | good     | 10       | J.W.Walker       | 54.0        | 04          | 000.430     |             | Peak                    |
|       |                 | 01              | 08              | Phrc            | Paihiatua Cup         |          | 0.017,000    | 2200     | good     | 12       | J.A.Cassidy      | 51.5        | 03          | 001,700     |             | Peak                    |
|       |                 | 01              | 22              | Well            | ウェリントンC         |          | 0.110,000    | 3200     | good     | 17       | J.A.Cassidy      | 50.5        | 01          | 068,750     | 3:20.29     | ハナ - *モリタ          |
|       |                 | 01              | 29              | Well            | トレンサムS           |          | 0.015,000    | 2400     | good     | 09       | J.A.Cassidy      | 59.0        | 06          | 000.000     |             | Bound to Honour         |
|       |                 | 03              | 05              | Well            | UDC Finance H         |          | 0.020,000    | 2200     | good     | 18       | J.A.Cassidy      | 56.5        | 11          | 000.000     |             | Elmar                   |
|       |                 | 03              | 19              | Mtu             | Awapuni Gold C        |          | 0.020,500    | 2000     |          |          | J.W.Walker       | 58.0        | 出走取消    | 出走取消    | 出走取消    | 出走取消                |
| 小計  | 1982/83シーズン | 1982/83シーズン | 1982/83シーズン | 1982/83シーズン | 5歳時                 | 5歳時    | 10戦04勝     | 10戦04勝 | 獲得賞金 | 獲得賞金 | NZ$ 081,270      | NZ$ 081,270 | NZ$ 081,270 | NZ$ 081,270 | NZ$ 081,270 | NZ$ 081,270             |
| 83/84 |                 | 08              | 20              | Foxt            | Stevens Bremner H     |          | 0.006,250    | 2000     | soft     | 14       | Noel Harris      | 58.0        | 05          | 000.000     |             | Tredici                 |
|       |                 | 09              | 03              | Wang            | Higgie H              |          | 0.005,000    | 2000     | good     | 13       | Noel Harris      | 56.0        | 01          | 003,250     |             | long neck - Nukumai     |
|       |                 | 09              | 17              | Hawk            | Trailways H           |          | 0.012,000    | 2000     | good     | 11       | J.A.Cassidy      | 55.5        | 03          | 001,200     |             | Daisy                   |
|       |                 | 10              | 08              | Wair            | Masterton C           |          | 0.012,000    | 2200     | good     | 13       | J.A.Cassidy      | 57.0        | 05          | 000.000     |             | Fountaincourt           |
|       |                 | 10              | 15              | Well            | Watkins H             |          | 0.015,000    | 2200     |          |          |                  | 55.5        | 出走取消    | 出走取消    | 出走取消    | 出走取消                |
|       |                 | 10              | 19              | Egmn            | Egmont C              |          | 0.005,000    | 2100     | good     | 13       | J.A.Cassidy      | 57.0        | 01          | 003,250     |             | 1 1/4 - Emphatic        |
|       |                 | 11              | 01              | Flem            | メルボルンC           | AUSG1    | 0.399,270    | 3200     | good     | 24       | J.A.Cassidy      | 52.0        | 01          | 272,835     | 3:18.9      | 1 3/4 - Noble Comment   |
|       |                 | 12              | 17              | Mtu             | C1                    |          | 0.012,000    | 2200     | soft     | 12       | J.A.Cassidy      | 59.0        | 04          | 000.600     |             | Prince of Wales         |
|       | 1984            | 03              | 10              | Well            | C1                    |          | 0.025,000    | 2200     | soft     | 17       | J.A.Cassidy      | 58.0        | 12          | 000.000     |             | Miles Better            |
|       |                 | 03              | 24              | Mtu             | WFA                   | NZG2     | 0.021,000    | 2000     | good     | 15       | Maurice Campbell | 58.0        | 11          | 000.000     |             | Commissionaire          |
|       |                 | 04              | 07              | Hawk            | C1                    | NZG3     | 0.040,000    | 2200     | good     | 17       | Maurice Campbell | 57.5        | 07          | 000.000     |             | Olene                   |
| 小計  | 1983/84シーズン | 1983/84シーズン | 1983/84シーズン | 1983/84シーズン | 6歳時                 | 6歳時    | 10戦03勝     | 10戦03勝 | 獲得賞金 | 獲得賞金 | NZ$ 281,135      | NZ$ 281,135 | NZ$ 281,135 | NZ$ 281,135 | NZ$ 281,135 | NZ$ 281,135             |
| 84/85 |                 | 08              | 18              | Foxt            | C1                    |          | 0.006,250    | 2000     | soft     | 13       | Noel Harris      | 59.5        | 07          | 000.000     |             | Our Boyfriend           |
|       |                 | 09              | 01              | Wang            | C1                    |          | 0.005,000    | 2000     | soft     | 12       | Noel Harris      | 59.0        | 11          | 000.000     |             | Le Shah                 |
|       |                 | 09              | 08              | Fgld            | C1                    |          | 0.006,000    | 2000     | soft     | 10       | Noel Harris      | 57.0        | 04          | 000.300     |             | Exocet                  |
|       |                 | 09              | 14              | Hawk            | WFA                   | NZG3     | 0.018,750    | 2000     | heavy    | 09       | J.A.Cassidy      | 59.0        | 03          | 001,850     |             | Debs Mate               |
|       |                 | 10              | 05              | Tara            | WFA                   |          | 0.050,000    | 2000     | good     | 12       | David Walsh      | 59.0        | 02          | 010,000     |             | Commissionaire - 1 1/2  |
|       |                 | 11              | 06              | Flem            | メルボルンC           | AUSG1    |              | 3200     |          | 出走取消 | 出走取消         | 出走取消    | 出走取消    | 出走取消    | 出走取消    | 出走取消                |
|       |                 | 11              | 24              | 東京            | ジャパンC             | JRAG1    | 1,750,000    | 2400     | 良       | 14       | J.A.Cassidy      | 57.0        | 06          | 000.000     |             | カツラギエース          |
| 小計  | 1984/85シーズン | 1984/85シーズン | 1984/85シーズン | 1984/85シーズン | 7歳時                 | 7歳時    | 06戦00勝     | 06戦00勝 | 獲得賞金 | 獲得賞金 | NZ$ 012,150      | NZ$ 012,150 | NZ$ 012,150 | NZ$ 012,150 | NZ$ 012,150 | NZ$ 012,150             |
| 85/86 | 1985            | 08              | 17              | Foxt            | C1                    |          | 0.006,250    | 2000     | soft     | 11       | Noel Harris      | 59.0        | 06          | 000.000     |             | Stanley Frank           |
|       |                 | 08              | 31              | Wang            | C1                    |          | 0.005,000    | 2000     | soft     | 10       | Noel Harris      | 59.5        | 05          | 000.000     |             | Misty Prince            |
|       |                 | 09              | 14              | Hawk            | WFA                   | NZG3     | 0.026,000    | 2000     | good     | 10       | Noel Harris      | 59.0        | 04          | 001,300     |             | Always Summer           |
|       |                 | 10              | 05              | Tara            | WFA                   |          | 0.050,000    | 2000     | soft     | 10       | Noel Harris      | 59.0        | 01          | 031,250     | 2:09.2      | クビ - Purple Crown     |
|       |                 | 10              | 19              | Well            | C1                    |          | 0.015,000    | 2200     | good     | 10       | Noel Harris      | 56.0        | 02          | 003,000     |             | Fuego - 短頭            |
|       |                 | 11              | 05              | Flem            | メルボルンC           | AUSG1    | 1,777,760    | 3200     | soft     | 23       | Noel Harris      | 54.5        | 11          | 000.000     |             | What a Nuisance         |
|       |                 | 11              | 16              | Sand            | サンダウンC           | AUSG2    | 0.175,174    | 2400     | soft     | 13       | Noel Harris      | 57.0        | 03          | 017,344     |             | Puckle Harbor           |
|       |                 | 12              | 21              | Mtu             | C1                    |          | 0.012,000    | 2200     | good     | 10       | Noel Harris      | 58.0        | 09          | 000.000     |             | Lomondy                 |
|       | 1986            | 01              | 08              | Phrc            | C1                    |          | 0.012,000    | 2200     | good     | 13       | Noel Harris      | 57.0        | 05          | 000.000     |             | Cuspidor                |
|       |                 | 01              | 15              | Mtu             | C1                    |          | 0.020,250    | 2200     | soft     | 16       | Noel Harris      | 56.5        | 07          | 000.000     |             | Fort Cheval             |
|       |                 | 01              | 18              | Well            | WFA                   | NZG3     | 0.030,000    | 2400     | good     | 09       | Noel Harris      | 59.0        | 05          | 000.000     |             | Duanette's Girl         |
|       |                 | 01              | 25              | Well            | ウェリントンC         | NZG1     | 0.150,000    | 3200     | good     | 18       | Noel Harris      | 57.0        | 05          | 003,750     |             | Samasaan                |
| 小計  | 1985/86シーズン | 1985/86シーズン | 1985/86シーズン | 1985/86シーズン | 8歳時                 | 8歳時    | 12戦01勝     | 12戦01勝 | 獲得賞金 | 獲得賞金 | NZ$ 056,644      | NZ$ 056,644 | NZ$ 056,644 | NZ$ 056,644 | NZ$ 056,644 | NZ$ 056,644             |
| 86/87 |                 | 08              | 30              | Wang            | C1                    |          | 0.007,500    | 2000     | soft     | 15       | J.W.Walker       | 57.0        | 13          | 000.000     |             | Stanley Frank           |
|       |                 | 09              | 13              | Hawk            | WFA                   | NZG3     | 0.037,000    | 2000     | good     | 12       | Gary Williams    | 59.0        | 08          | 000.000     |             | Lomondy                 |
|       |                 | 09              | 20              | Mtu             | C1                    |          | 0.020,000    | 2300     | soft     | 12       | Noel Harris      | 55.5        | 03          | 002,000     |             | Major Drive             |
|       |                 | 10              | 04              | Tara            | WFA                   |          | 0.050,600    | 2000     | good     | 14       | Noel Harris      | 59.0        | 01          | 031,850     | 2:04.9      | ハナ - Joal             |
|       |                 | 10              | 18              | Well            | C1                    |          | 0.015,000    | 2250     | soft     | 08       | Noel Harris      | 56.0        | 01          | 009,750     | 2:27.47     | 1 3/4 - Amythest        |
|       |                 | 11              | 04              | Flem            | メルボルンC           | AUSG1    | 1,397,175    | 3200     | good     | 22       | Noel Harris      | 54.5        | 04          | 068,155     |             | At Talaq                |
|       |                 | 12              | 27              | Mtu             | C1                    |          | 0.010,000    | 2200     | good     | 08       | Noel Harris      | 59.0        | 04          | 000.500     |             | Guess                   |
|       | 1987            | 01              | 07              | Wodv            | C1                    |          | 0.015,000    | 2200     | good     | 11       | Noel Harris      | 58.0        | 09          | 000.000     |             | Double Lang             |
| 小計  | 1986/87シーズン | 1986/87シーズン | 1986/87シーズン | 1986/87シーズン | 9歳時                 | 9歳時    | 08戦02勝     | 08戦02勝 | 獲得賞金 | 獲得賞金 | NZ$ 112,255      | NZ$ 112,255 | NZ$ 112,255 | NZ$ 112,255 | NZ$ 112,255 | NZ$ 112,255             |
| 通算  | 3～9歳時        | 3～9歳時        | 3～9歳時        | 3～9歳時        | 3～9歳時              | 3～9歳時 | 60戦13勝     | 60戦13勝 | 獲得賞金 | 獲得賞金 | NZ$ 549,839      | NZ$ 549,839 | NZ$ 549,839 | NZ$ 549,839 | NZ$ 549,839 | NZ$ 549,839             |

## 引退後
キーウイは1987年1月の出走を最後に現役を退いた。戦績はニュージーランド、オーストラリア、日本で通算60戦13勝、総賞金は50万0,839ニュージーランドドル以上。
引退後はラプトンの農場で余生を過ごし、1995年2月2日に馬房内で死亡しているところを発見された。17歳だった。発見したスノー・ラプトンは、「最近、肺にわずかに鬱血があったけども、体調は良かったんだ。」といい、自然死だったという。遺体は農場に埋葬された。
墓碑が設けられたが、そこにはただ「キーウィ、1983年メルボルンカップ」（Kiwi, 1983 Melbourne Cup）とのみ刻まれた。のちに、スノー・ラプトンが死去したあと妻のアンが語ったところによると、この墓碑銘には、いかにも口数の少なかったスノーらしさがでている、と評し、「ただキウイとだけ書いてあればそれで十分だったと思うわ」（If it had just Kiwi written on it, he would have been happy）と語った。
このほかウェイバリー競馬場にもキウイを讃えた記念プレート（plaque）が設置されている。
スノー・ラプトンは、70歳ごろから肺気腫を患い、2001年12月に84歳でハウェラの病院で息を引き取った。アンは75歳まで生き、2008年に亡くなった。遺灰は農場に撒かれ、農場は息子が後を継いだ。

## 文化

### 機関車の愛称に採用
2012年に、オーストラリアのCFCL鉄道に新型のディーゼル機関車C44aci型（en:UGL Rail C44aci）2輌が納品された。同社では機関車の「馬力」の象徴として1輌づつ競走馬の名前からとった愛称をつけていて、今回納入された2輌、CF4405号機には1980年のメルボルンカップ優勝馬「ベルデールボール」（Beldale Ball）、CF4406号機には「キウイ」（Kiwi）と命名された。

### 銅像の建立
メルボルンカップでの劇的な勝利から33年後の2016年に、キーウイの銅像製作が行われた。製作にあたったのはタラナキ地方の元外科医で、ニュープリマスで彫刻家をしているフリチョフ・ハンソン（Fridtjof Hanson）という人物。ハンソンはオーストラリア出身だが、競馬好きが高じてニュージーランドに移り住んだといい、キーウイの大ファンでもあった。
ハンソンは「あらゆる機会にキーウィのメルボルンカップ優勝を祝うべきだ」「Kiwi's cup win should be celebrated at every opportunity」と訴え、キーウィのメルボルンカップ制覇は国民の誇りであると同時に、ニュージーランドが伝統的に長距離馬を出す特別な馬産地であることを思い起こすべきだとして、銅像製作を思い立ったという。
ハンソンはひと冬を費やし、キャシディ騎手を鞍上に全力疾走しているキーウイ像の原型を粘土でつくりあげると、ブロンズに鋳造するためマートン（Marton）の鋳物工場へ持ち込んだ。銅像はいくつかの部品に分割されていて、ハンソンによると、騎手が乗った状態を表現するのが難所だったという。というのも、競馬の騎手は両足を鐙に乗せているだけなので、そのまま造形すると「鐙」が「騎手」の重量を支えきれない。そこで、「騎手」の「ブーツ」部分を別部品として、「ブーツ」を馬本体の側面に溶接し、その上に「騎手」を乗せることにした。台座は、アカシアのなかで「材面の最も美しいものの一つ」と呼ばれる「タスマニアンブラックウッド」（Tasmanian Black Wood）製で、重さは11キログラムある。
ウェイバリーの町は、公費から銅像製作費として補助金155,000ニュージーランドドルを支弁することを決定、2022年10月中旬の時点で完成間近と伝えられる。

### 映画化
2018年に、キーウイの物語が90分で映画化され、国営放送のテレビジョン・ニュージーランドで放映された。
NZオンエアー社（en:NZ On Air）が製作費用として300万ニュージーランドドルを供出した。この費用の大半は、ウマの登場シーンに費やされたという。製作総指揮（executive producer）はシャーロット・パーディ（Charlotte Purdy）。プロデューサーはデボラ・コープ（Deborah Cope）とカーメン・J・レオナード（Carmen J. Leonard）。
監督はトマス・ロビンス（Thomas Robins）といい、『ロード・オブ・ザ・リング三部作』（2001-2003年）で「デアゴル」（Déagol）を演じていた人物。脚本はジョン・バナス（John Banas）、撮影監督はデヴィッド・ポール（David Paul）。
馬主兼調教師のスノー・ラプトン役はニック・ブレイク（Nick Blake）で、映画『ホビット三部作』（2012-2014年）で湖の街エスガロスの門番役。妻のアン・ラプトン役はアリソン・ブルース（Alison Bruce）、主戦騎手のジミー・キャシディ役にパトリック・キャロル（Patrick Carroll）。
映画の冒頭、1983年当時の状況として、（ニュージーランドの食肉大手の）Patea Freezing Works社の工場が不況で閉鎖になり、「ウェイバリーの町はどん底にあった」（town of Waverley is reeling）と背景が語られる。その頃、ジミー・キャシディは高校卒業を控えた18歳で、教師から、才能のあるラグビーの道へ進むか、馬乗りになるかの選択を迫られる。
この作品は、2018年のニュージーランド撮影監督協会（New Zealand Cinematographers Society）で撮影のデヴィッド・ポールが銀賞（Silver Award）を受賞、2019年ニュージーランドTVアワード（New Zealand television awards）で最優秀長編ドラマ賞（Best Feature Drama）にノミネートされた。